# Loureirophonte subterranea
Loureirophonte subterranea är en kräftdjursart som först beskrevs av Lang 1965.  Loureirophonte subterranea ingår i släktet Loureirophonte och familjen Laophontidae. Inga underarter finns listade i Catalogue of Life.